# Hannie Mein

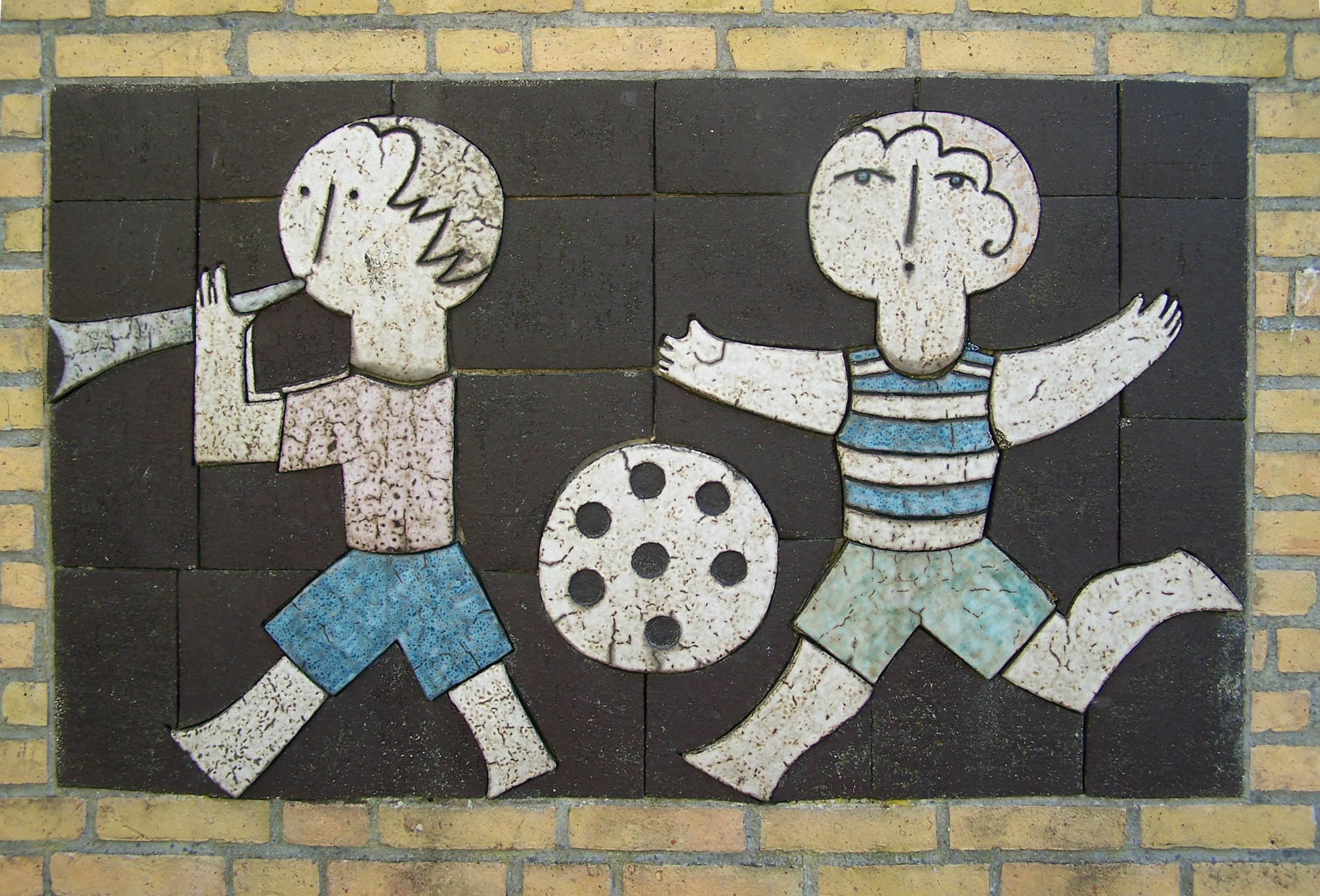
spelende kinderen, Leeuwarden

Johanna Greta (Hannie) Mein (Utrecht, 10 juli 1933 - Vinkega, 14 februari 2003) was een Nederlandse keramiste.

## Leven en werk
Mein ging na de mulo aan de slag bij een pottenbakkerij. Ze bezocht de avondopleiding van de Gerrit Rietveld Academie in Amsterdam, waar ze les kreeg van onder meer Theo Dobbelman. Zij trouwde in 1963 met Freek Noppen. In 1969 verhuisde het paar naar het Friese Vinkega. Mein had haar atelier en expositieruimte in hun woonboerderij 'het Bakhuis'. Haar man verzorgde het zakelijke gedeelte. Mein maakte veel gebruiksaardewerk, maar ook unica. Haar werk is herkenbaar door de naïeve stijl, met vaak gestileerde dierfiguren.
Mein was in 1988 betrokken bij de oprichting van de Stichting Keramisten Noord-Nederland. In 2003 werd de keramiekgalerij van de meubelboulevard in Wolvega naar haar vernoemd. In datzelfde jaar werd in het Nationaal Vlechtmuseum in Noordwolde een overzichtstentoonstelling van haar werk gehouden. De tentoonstelling werd door Mein zelf ingericht, ze maakte de opening echter niet meer mee, ze overleed een week daarvoor.
In 2005 werd de Hannie Mein Kunstprijs ingesteld, bestemd voor kunstenaars uit Oost- en Weststellingwerf, die dat jaar daarop werd uitgereikt aan Guus Hellegers.